# Protonóforo
Un protonóforo, también conocido como translocador de protones, es un ionóforo que mueve protones a través de bicapas lipídicas. Esto no se produciría de otro modo, ya que los protones cationes (H+) tienen carga positiva y propiedades hidrófilas, por lo que no pueden cruzar sin un canal o transportador en forma de un protonóforo. Los protonóforos son compuestos generalmente aromáticos, con una carga negativa, que son a la vez hidrófobos y capaces de distribuir la carga negativa sobre un número de átomos mediante orbitales-π que deslocalizan la carga de un protón cuando se une a la molécula. Tanto la forma neutra como el protonóforo cargado pueden difundirse a través de la bicapa lipídica mediante difusión pasiva y facilitar simultáneamente el transporte de protones. Los protonóforos desacoplan la fosforilación oxidativa a través de una disminución en el potencial de la membrana, de la membrana interna y de las mitocondrias. Estimulan la respiración mitocondrial y la producción de calor. Los protonóforos (desacopladores) se utilizan a menudo en la investigación bioquímica para ayudar a explorar la bioenergética de los procesos de transporte de membrana quimiosmóticos entre otros.
Entre los protonóforos representativos se incluyen:
- 2,4-dinitrofenol
- Carbonilcianuro-p-trifluorometoxifenilhidrazona (FCCP)
- Carbonilcianuro-m-clorofenilhidrazona (CCCP)

Mecanismo de acción:
El transporte facilitado de protones a través de la membrana biológica por protonóforo se consigue de la siguiente manera. 
1. La forma aniónica del protonóforo (P-) se adsorbe sobre un lado (el positivo) de la membrana biológica.
2. Los protones (H+) a partir de la solución acuosa se combinan con el anión (P-) para producir la forma neutra (PH)
3. PH se difunde a través de la membrana biológica y se disocia en H+ y P- en el otro lado.
4. Este + es liberado de la membrana biológica en la otra solución acuosa.
5. P- vuelve a la primera cara de la membrana biológica mediante electroforesis (su atracción electrostática para el lado positivo de la membrana).